# Вокер: Незалежність
«Вокер: Незалежність» (англ. Walker: Independence)  — американський телесеріал у жанрі вестерн, приквел телесеріалу «Вокер». Його зйомки розпочалися у 2022 році. Прем'єра телесеріалу відбулась 6 жовтня 2022 року.
9 травня 2023 року телесеріал було закрито після першого сезону.

## Сюжет
Дія серіалу відбувається на початку 1800-х років. Головна героїня — мешканка Бостона Еббі Вокер, яка вирішує помститися за чоловіка, який жорстоко вбив її на очах. Еббі знайомиться з авантюристом Хойтом Роулінзом, їде з ним до Техасу і там переживає безліч пригод.

## Актори та персонажі
- Кетрін Макнамара — Еббі Вокер
- Метт Барр — Хойт Ролінс
- Кеті Фіндлей — Кейт
- Габрієла Кесада –

## Виробництво

### Розробка
У грудні 2021 року повідомлялося, що The CW розробляє серіал-приквел під назвою «Вокер: Незалежність» виконавчим продюсером виступить Джаред Падалекі а шоураннер Анна Фріске. Пілотне замовлення було підтверджено в лютому 2022 року. Режисером пілотної серії був Ларрі Тенг. У травні 2022 року CW замовив перший сезон та поставив його в таймслот з основним серіалом у четвер.

### Кастинг
Джастін Джонсон Кортез був обраний на регулярну роль, а Барр також отримав роль Хойта Ролінза. У березні 2022 року було оголошено, що Кетрін Макнамара обрана на головну роль. Вона зіграє Еббі Вокер, предка Корделла Вокера. Також того місяця Лоуренс Као, Грег Ованесіан, Філімон Чемберс і Кеті Фіндлі приєдналися до акторського складу як постійні учасники серіалу. У червні 2022 року Габріела Кезада була обрана на постійну роль у серіалі.